# Jinneng Holding Power Group Company
Die Jinneng Holding Group ist ein  chinesischer staatlicher Energiekonzern mit Sitz in Jinznhong, Shanxi. Die Gruppe verfügt über ein Stammkapital von 7,74 Mrd. USD und ein Gesamtvermögen von 171,8 Mrd. USD, einschließlich einer Kohleproduktionskapazität von etwa 400 Mio. Tonnen, einer installierten Stromerzeugungskapazität von 38,15 GW und einem Vermögen von 5,7 Mrd. USD für die Herstellung von Kohlemaschinen und -ausrüstung. Mit 506.364 Mitarbeitern ist das Unternehmen auf Platz 17 der größten Arbeitgeber weltweit.

## Entstehung
Die Jinneng Holding Group entstand 2020 durch die Konsolidierung der ehemaligen Datong Coal Mine Group, der ehemaligen Shanxi Jincheng Anthracite Coal Mining Group, der ehemaligen Jinneng Group, der Kohle- und Elektrizitätssparte sowie der mit der Herstellung von Kohleausrüstungen verbundenen Vermögenswerte der Lu’an Group und der Huayang New Materials Technology Group und der umstrukturierten China Taiyuan Coal Trading Center Co.

## Konzernstruktur
Die Jinneng Holding Group hat sechs Tochtergesellschaften gegründet: die Jinneng Holding Coal Industry Group, die Jinneng Holding Power Group, die Jinneng Holding Equipment Manufacturing Group, das China Taiyuan Coal Trading Center, das Jinneng Holding Shanxi Science and Technology Research Institute Ltd. und die Jinneng Holding Finance Company.